# Sium ventricosum
Sium ventricosum är en växtart i släktet vattenmärken (Sium) och familjen flockblommiga växter. Arten är en perenn ört som förekommer i Kina.